# Piotr Ćwik
Piotr Krzysztof Ćwik (ur. 17 sierpnia 1968 w Krakowie) – polski polityk, katecheta i samorządowiec. Poseł na Sejm VII kadencji, w latach 2015–2017 wicewojewoda, a w latach 2017–2020 wojewoda małopolski, w latach 2020–2025 sekretarz stanu w Kancelarii Prezydenta RP, w latach 2021–2025 zastępca jej szefa.

## Życiorys
W 1996 uzyskał magisterium z filozofii w Wyższej Szkole Filozoficzno-Pedagogicznej w Krakowie. W 1993 został katechetą w Szkole Podstawowej nr 1 w Skawinie, pracował też w internacie Zespołu Szkół Techniczno-Ekonomicznych w Skawinie. W 2000 objął stanowisko dyrektora Zespołu Katolickich Szkół im. Jana Pawła II w tym samym mieście, które zajmował do 2014. Był również redaktorem naczelnym lokalnego czasopisma samorządowego. W latach 1994–2006 zasiadał w radzie miejskiej Skawiny, następnie do 2014 w radzie powiatu krakowskiego. Dwukrotnie bez powodzenia ubiegał się o urząd burmistrza.
W 2005 wstąpił do Prawa i Sprawiedliwości. W wyborach w 2011 z listy tej partii bezskutecznie kandydował do Sejmu w okręgu krakowskim, otrzymując 3502 głosy. Mandat posła VII kadencji objął jednak 5 czerwca 2014, zastępując Andrzeja Dudę (który uzyskał mandat eurodeputowanego). Został członkiem m.in. Komisji Edukacji, Nauki i Młodzieży oraz Komisji Samorządu Terytorialnego i Polityki Regionalnej. W wyborach w 2015 nie uzyskał poselskiej reelekcji. 16 grudnia tego samego roku mianowany wicewojewodą małopolskim. 2 czerwca 2017 zastąpił Józefa Pilcha na stanowisku wojewody małopolskiego. W wyborach w 2019 ponownie bezskutecznie kandydował z ramienia PiS do Sejmu. 7 sierpnia 2020 zakończył pełnienie funkcji wojewody.
W październiku 2020 został sekretarzem stanu w Kancelarii Prezydenta RP Andrzeja Dudy. W styczniu 2021 objął stanowisko zastępcę szefa tej instytucji. Powoływany również w skład gremiów działających w ramach Narodowej Rady Rozwoju. W wyborach samorządowych w 2024 uzyskał mandat radnego Sejmiku Województwa Małopolskiego VII kadencji. Został zawieszony w prawach członka Prawa i Sprawiedliwości, co było następstwem sprzeciwu wobec kandydatury Łukasza Kmity na marszałka województwa. W lipcu 2024 został zgłoszony przez część radnych PiS na to stanowisko (w kontrze do Łukasza Kmity), jednak nie został wybrany. W tym samym miesiącu Piotr Ćwik zrezygnował z członkostwa w partii (pozostając w klubie radnych PiS w sejmiku). W sierpniu 2025 zakończył pełnienie funkcji w administracji prezydenckiej.

## Życie prywatne
Jest żonaty, ma dwóch synów.

## Odznaczenia i wyróżnienia
- Krzyż Oficerski Orderu Odrodzenia Polski (2025)[17]
- Krzyż Komandorski I klasy Orderu Białej Róży Finlandii (Finlandia, 2023)[18]
- Tytuł honorowego obywatela gminy Mszana Dolna (2017)[19]
- Order Świętego Sebastiana (odznaczenie prywatne, 2018)[20][21]